# Sydney Pollack
Sydney Pollack (Lafayette, 1 de julho de 1934 — Los Angeles, 26 de maio de 2008) foi um cineasta, produtor e ator estadunidense.

## Carreira
Pollack interpretou um diretor no episódio "The Trouble with Templeton" de The Twilight Zone em 1960. Ele fez sua estreia no cinema como ator em War Hunt (1962), de Denis Sanders, onde conheceu Robert Redford, que viria a ser o protagonista masculino em sete dos filmes de Pollack como diretor.
Ele encontrou seu verdadeiro sucesso na televisão na década de 1960, dirigindo episódios de séries, como O Fugitivo e The Alfred Hitchcock Hour. Depois de fazer TV, ele deu o salto para o cinema com uma série de filmes que chamaram a atenção do público. Sua estreia na direção de cinema foi The Slender Thread (1965).  Ao longo do tempo, os filmes de Pollack receberam um total de 48 indicações ao Oscar, ganhando 11 Oscars. Sua primeira indicação ao Oscar foi por seu filme de 1969 They Shoot Horses, Don't They?, e sua segunda em 1982 por Tootsie. Por seu filme de 1985 Out of Africa, estrelado por Meryl Streep e Robert Redford, Pollack ganhou o Oscar de direção e produção.
Durante sua carreira, dirigiu 12 atores em atuações indicadas ao Oscar: Jane Fonda, Gig Young, Susannah York, Barbra Streisand, Paul Newman, Melinda Dillon, Jessica Lange, Dustin Hoffman, Teri Garr, Meryl Streep, Klaus Maria Brandauer e Holly Hunter. Young e Lange ganharam o Oscar por suas atuações nos filmes de Pollack.
Um de um seleto grupo de atores não e/ou ex-atores premiados como membros do Actors Studio, Pollack voltou a atuar na década de 1990 com aparições em filmes como The Player (1992), de Robert Altman, e Eyes Wide Shut (1999), de Stanley Kubrick, muitas vezes interpretando figuras de poder corruptas ou moralmente conflitantes. Como ator, Pollack apareceu em filmes como A Civil Action e Changing Lanes, bem como em seus próprios, incluindo Random Hearts e The Interpreter (este último também sendo seu último filme não-documental como diretor). Ele também apareceu em Husbands and Wives, de Woody Allen, como um advogado de Nova York passando por uma crise de meia-idade, e em Death Becomes Her de Robert Zemeckis como um médico de pronto-socorro. Seu último papel foi como o pai de Patrick Dempsey na comédia romântica de 2008 Made of Honor, que estava em cartaz nos cinemas na época de sua morte. Ele foi um ator convidado recorrente na sitcom da NBC Will Grace, interpretando o pai infiel mas amoroso de Will Truman (Eric McCormack), George. Além de aparições anteriores em Just Shoot Me e Mad About You da NBC, em 2007, Pollack fez aparições na série de TV da HBO The Sopranos e Entourage.
Pollack recebeu o primeiro prêmio anual de Contribuição Extraordinária para o Cinema do Austin Film Festival em 21 de outubro de 2006. Como produtor, ele ajudou a guiar muitos filmes que foram bem-sucedidos com a crítica e o público de cinema, como The Fabulous Baker Boys, The Talented Mr. Ripley e Michael Clayton, um filme no qual ele também estrelou ao lado de George Clooney e pelo qual recebeu sua sexta indicação ao Oscar, na categoria de Melhor Filme. Ele formou uma produtora chamada Mirage Enterprises com o diretor inglês Anthony Minghella. O último filme que produziram juntos, O Leitor, rendeu a ambos indicações póstumas ao Oscar de Melhor Filme. Além de seus muitos louros de longa-metragem, Pollack foi indicado a cinco Emmys do horário nobre, ganhando dois: um por dirigir em 1966 e outro por produzir, que foi dado quatro meses após sua morte em 2008.
A coleção de imagens em movimento de Sydney Pollack está alojada no Academy Film Archive.
Morreu de Câncer aos 73 anos em maio de 2008 em sua casa de Pacific Palisades, distrito de Los Angeles, Califórnia.

## Influências
Na Sight & Sound Directors' Poll de 2002, Pollack revelou seus dez melhores filmes em ordem alfabética:
- Casablanca (1943) ·
- Cidadão Kane (1941)
- O Conformista (1970)
- O Poderoso Chefão Parte II (1974)
- Grande Ilusão (1937)
- O Leopardo (1963)
- Era uma Vez na América (1984)
- Touro Indomável (1980)
- O Sétimo Selo (1957)
- Sunset Boulevard (1950) ·

## Filmografia

### Diretor
- The Slender Thread (1965)
- This Property Is Condemned (1966)
- The Scalphunters' (1968)
- The Swimmer (1968)
- Castle Keep (1969)
- They Shoot Horses, Don't They? (1969)
- Jeremiah Johnson (1972)
- The Way We Were (1973)
- Three Days of the Condor (1975)
- The Yakuza (1975), também produtor
- Bobby Deerfield (1977), também produtor
- The Electric Horseman (1979), também ator
- Absence of Malice (1981), também produtor
- Tootsie (1982), também produtor e ator
- Out of Africa (1985), também produtor
- Havana (1990), também produtor
- The Firm (1993), também produtor
- Sabrina (1995), também produtor
- Random Hearts (1999)
- Sketches of Frank Gehry (2005)
- The Interpreter (2005), também produtor e ator
- Amazing Grace (2018)

### Produtor
- Honeysuckle Rose (1980)
- The Fabulous Baker Boys (1989)
- Presumed Innocent (1990)
- Sense and Sensibility (1995)
- Sliding Doors (1998)
- The Talented Mr. Ripley (1999)
- Iris (2001)
- The Quiet American (2002)
- Cold Mountain (2003)
- Breaking and Entering (2006)
- Michael Clayton (2007)
- Margaret (2011)

### Ator
- War Hunt (1962)
- Tootsie (1982)
- The Player (1992)
- Husbands and Wives (1992)
- A Civil Action (1998)
- Eyes Wide Shut (1999)
- Will & Grace (2000)
- Changing Lanes (2002)
- One Six Right (2005) como ele mesmo
- The Interpreter (2005)
- Avenue Montaigne (2006)
- The Sopranos (2007)
- Michael Clayton (2007)
- Entourage (2007) como ele mesmo
- Made of Honor (2008)

## Premiações
- Três indicações ao Oscar, na categoria de Melhor Diretor, por "A Noite dos Desesperados" (1969), "Tootsie" (1982) e "Entre Dois Amores" (1985). Venceu em 1985.
- Três indicações ao Oscar, na categoria de Melhor Filme, por seu trabalho como produtor de "Tootsie" (1982), "Entre Dois Amores" (1985) e Conduta de Risco (2007). Venceu em 1985.
- Três indicações ao Globo de Ouro, na categoria de Melhor Diretor, por "A Noite dos Desesperados" (1969), "Tootsie" (1982) e "Entre Dois Amores" (1985).
- Indicação ao BAFTA, na categoria de Melhor Diretor, por "Tootsie" (1982).
- Indicação ao BAFTA, na categoria de Melhor Filme, por seu trabalho como produtor de "Tootsie" (1982).
- Indicação ao BAFTA, na categoria de Melhor Filme Britânico, por seu trabalho como produtor de "De Caso com o Acaso" (1998).
- Indicação ao César, na categoria de Melhor Filme Estrangeiro, por "Entre Dois Amores" (1985).
- Menção Honrosa, no Festival de Berlim, por "Ausência de Malícia" (1981).
- Prêmio Bodil de Melhor Filme Não–Europeu, por "Tootsie" (1982).